# Hôtel Royal (Aix-les-Bains)
L'hôtel Royal d'Aix-les-Bains est un ancien palace-hôtel situé en France sur la commune d'Aix-les-Bains, dans le département de la Savoie en région Auvergne-Rhône-Alpes.
Dessiné en 1914 par Akfred Olivet, le site était un des palaces luxueux de la ville. En effet, le lieu domine la ville et le lac du Bourget. Situé à seulement quelques centaines de mètres des anciens thermes nationaux, l'hôtel était donc très prisé par la haute société.
L'édifice fait l’objet d'une inscription et d'un classement au titre des monuments historiques ainsi que d'une labellisation « Patrimoine du XXe siècle » depuis mars 2003.

## Histoire
Le permis de construire fut accordé en septembre 1913 et les travaux attribués à Léon Grosse. L'ouverture prévue au printemps 1914 ne se fit qu'en octobre 1915 à la suite de la déclaration de la Première Guerre mondiale. En 1967, l'hôtel devient un immeuble et est ainsi vendu en appartements. Malgré son intérêt historique, des travaux ont été opérés comme la destruction de la salle à manger, pourtant classée en 1987, qui comprenait des peintures d'Henri Fehr. 
Aujourd'hui, le lieu est une résidence privée.